# Muzeum Miejskie w Zabrzu
Muzeum Miejskie w Zabrzu to placówka muzealna z 1935 roku.

## Historia Muzeum
Początki Muzeum Miejskiego w Zabrzu sięgają 1935 roku, kiedy to 3 października, przewodniczący Prowincji Górnośląskiej zatwierdził wniosek nadburmistrza Zabrza Maxa Filluscha o utworzeniu Städtische Heimatstube Hindenburg czyli Miejskiej Izby Regionalnej. Pierwszą siedzibę izby stanowiły 2 pokoje w willi dyrektora rzeźni miejskiej przy obecnej ulicy Szczęść Boże 32a, przekazane 20 lutego 1936 roku. Ekspozycję, na którą składały się zbiory zabrzańskiego nauczyciela i pierwszego kierownika izby, Kurtha Vietha i Archiwum Miejskiego w Zabrzu, udostępniono 1 kwietnia 1936 roku. Ponieważ pomieszczenia przy ul. Szczęść Boże szybko stały się zbyt ciasne, 2 lata później, 29 maja 1938 roku izbę przeniesiono do nowej siedziby na parterze kamienicy przy obecnym placu Krakowskim 9. Wprowadziła się do niej już jako Städtische Heimatmuseum (Miejskie Muzeum Regionalne). Od 1936 roku kierownikiem izby, a następnie muzeum był inspektor miejski, Teodor Jurok.
Z działań wojennych w 1945 roku i okresu radzieckiej komendantury wojennej w Zabrzu muzeum wyszło ze znacznymi stratami. Budynek uległ uszkodzeniu, a zbiory w dużym stopniu ewakuowano w głąb Niemiec, zniszczono i rozszabrowano. Kierownikiem reaktywowanego 7 czerwca 1945 roku muzeum został Kazimierz Żurowski, który oficjalnie nowe obowiązki przejął 12 czerwca. Po przeprowadzeniu prac remontowych pierwsze wystawy otwarto 15 lipca 1946 roku. We wrześniu tegoż samego roku muzeum przeprofilowano na Muzeum Przemysłu i Techniki. Najtrudniejszym okresem w historii muzeum były lata 1952–1958, kiedy to utraciło ono samodzielność i funkcjonowało jako Oddział Muzeum Górnośląskiego w Bytomiu. W tym czasie zubożało o około 860 eksponatów, głównie z archeologii, militariów zabytkowych, numizmatów i etnografii, które wzbogaciły kolekcje muzeów w Bytomiu, Chorzowie, Gliwicach i Pszczynie.
Z czasem muzeum zagospodarowało na swoje potrzeby całą kamienicę. W 1966 roku określony został jego profil, jako instytucji wielodziałowej typu regionalnego, specjalizującej się w zakresie przemysłu. Specjalizacja ta zakończyła się wraz z utworzeniem w 1979 roku w Zabrzu Muzeum Górnictwa Węglowego i przejęcia przez nie większości kolekcji zgromadzonej w dziale przemysłu. Do nowej instytucji przeszła także część pracowników Muzeum w Zabrzu.
Aktualna struktura Muzeum Miejskiego w Zabrzu wyłoniła się podczas kolejnej reorganizacji, dokonanej w 1989 roku. W miejsce dotychczasowych działów historii i kultury regionu oraz plastyki nieprofesjonalnej powstały 3 działy merytoryczne:  historii, kultury, plastyki.
W 1992 roku w części dawnych piwnic muzealnych otwarto "Galerię pod Muzeum", której działalność po kilkuletniej przerwie, została w listopadzie 2003 roku reaktywowana.
W ostatnich latach doszło do kilku rewolucyjnych zmian, które całkowicie zmieniły dawny charakter placówki i znaczenie utrudniły jej działalność. 2 sierpnia 2006 roku Powiatowy Inspektor Nadzoru Budowlanego w Zabrzu wydał decyzję o zamknięciu dla zwiedzających budynku muzeum przy pl. Krakowskim 9 oraz nakaz opuszczenia przez kamienicy. Wszystkie eksponaty oraz pracownicy zostali przeniesieni do siedziby tymczasowej, mieszczącej się w dawnym internacie przy ul. 3 Maja 91. Muzeum bezpowrotnie straciło swoją siedzibę, z którą związane było niemal od samego początku swego istnienia i która stanowiła część jego bogatej historii. W oczekiwaniu na przyznanie nowego lokum stałego, placówka realizuje swe podstawowe zadania w otwartej w grudniu 2008 roku niewielkiej galerii Café Silesia przy ul. 3 Maja 6, gdzie organizuje wystawy czasowe, obejmujące swym zakresem działalność wszystkich trzech działów merytorycznych. 
Kierownicy i dyrektorzy Muzeum Miejskiego w Zabrzu
- Kurt Vieth 1935
- Teodor Jurok 1936–1945
- mgr Kazimierz Żurowski 1945–1948
- Arnold Michał Adamczyk 1948–1951
- mgr Andrzej Duma 1953–1954
- mgr Franciszek Fulczyk 1954–1966
- mgr Krystyna Kaczko 1967–1977
- mgr Krystyna Barszczewska 1978–1979
- mgr Czesława Panek 1980–1988
- mgr Bernard Szczech 1988–1998
- dr Marian Grzegorz Gerlich 1998–2003
- dr Andrzej Wójcik 2004 - 2007
- mgr Piotr Hnatyszyn 2007 - 2009
- mgr Urszula Wieczorek 2009 - 2014
- mgr Elżbieta Dębowska 2015 - nadal

## Dział Kultury
Zasadniczy trzon zgromadzonych zbiorów związany jest z terenem Zabrza i jego najbliższą okolicą. Pierwsze nabytki pochodzą z 1935 roku, ze zbiorów ówczesnej Städtische Heimatstube Hindenburg. Do dziś zachowało się w dziale około 100 eksponatów z tego wczesnego, sprzed 1945 roku okresu.
W swym obecnym organizacyjnie kształcie Dział Kultury powstał w 1995 roku na bazie wcześniej istniejących działów: Etnografii (od 1960 r.) i Kultury Regionu (od 1989 r.), uzupełniony dodatkowo częścią eksponatów pochodzących ze zlikwidowanego Działu Sztuki. Trzon tych praktycznie zamkniętych w chwili obecnej kolekcji etnograficznych stanowią przedmioty pozyskane głównie w latach 60. i 70. XX w.
Od 1995 roku swe zainteresowania Dział Kultury skupia głównie na dokumentowaniu kultury plebejsko - miejskiej ludności śląskiej ze zwróceniem szczególnej uwagi na teren miasta Zabrza.
W skład zbiorów działu wchodzi szereg kolekcji z zakresu kultury materialnej, jak i duchowej charakterystycznej dla terenu Zabrza i najbliższych okolic. Do najliczniejszych i najbardziej cennych należy zaliczyć kolekcje:
- mebli i sprzętów gospodarstwa domowego pochodzących z przełomu XIX/XX w. typowych dla górnośląskich środowisk robotniczych oraz w skromniejszym wyborze drobnomieszczańskich
- narzędzi gospodarskich, związanych głównie z uprawą roli oraz hodowlą
- przedmiotów związanych z drobnym handlem, rzemiosłem i usługami (elementy wyposażenia warsztatów: kołodzieja, bednarza, rymarza, krawca, szewca, ślusarza, tkacza, piekarza, modystki, fryzjera itp.)
- stroju ludowego, zwłaszcza kobiecego z końca XIX i pierwszej połowy XX w., pochodzących głównie z terenu Zabrza i jego dzielnic, uzupełnione zabytkami pozyskanymi z powiatów ościennych
- wyrobów rzemiosła artystycznego (porcelana użytkowa oraz artystyczna, szkło, kość słoniowa)

Począwszy od końca lat 80. XX wieku w sferze zainteresowań znalazły się zagadnienia związane z obecnymi na terenie Górnego Śląska mniejszościami etnicznymi, narodowościowymi, wyznaniowymi. Wynikiem tych zainteresowań są powstałe i gromadzone nadal kolekcje. Na szczególne podkreślenie - ze względu na rzadkość występowania - zasługuje, licząca około 30 pozycji kolekcja judaików, głównie przedmiotów religijnego kultu synagogalnego i domowego.
W ścisłym związku z regionem oraz profilem zainteresowań działu pozostaje kolekcja starej fotografii, głównie portretowej. Najstarsze z fotografii pochodzą z przełomu lat 70. i 80. XIX w. Dokumentują one życie codzienne i odświętne różnych grup społecznych z terenu Górnego Śląska. Najcenniejszą jej część stanowią zdjęcia wykonane w zabrzańskich atelier fotograficznych, umożliwiające prowadzenie badań nad miejscową historią i rozwojem fotografii w kategorii zjawisk kulturowych.
Uzupełnienie zbiorów stanowi archiwum badawcze Działu Kultury zawierające materiały fotograficzne (klisze oraz zdjęcia), teksty z wywiadów terenowych oraz nagrania pozyskiwane w trakcie badań i penetracji terenowych prowadzonych od lat 60. XX w.

## Dział Plastyki
Realizuje swoje kolekcjonerskie i badawcze zamierzenia w obrębie dwóch jednostek:
Dział Plastyki Nieprofesjonalnej zgromadził najbardziej znaczącą (w skali regionu, ale również kraju) kolekcję twórczości śląskich środowisk nieelitarnych (plebejsko-miejskich) - malarstwa, grafiki i rzeźby (zwłaszcza w węglu). To specyficzny przejaw regionalnej kultury artystycznej, sztuka o dużym stopniu autentyzmu, powstająca poza kręgiem problematyki i wzorów akademickich, nazywana samorodną, naiwną, intuicyjną. Na Śląsku rozwinęła się żywiołowo i jest uzupełnieniem obrazu sztuki regionu ostatniego półwiecza. Wyjątkowość zabrzańskiej kolekcji (w kontekście innych tego typu w regionie czy kraju) polega na wczesnym (początek lat 60.) uchwyceniu tego zjawiska w jego pierwotnej i autentycznej postaci. Znalazły się w niej wczesne, unikalne dziś prace wybitnych, nieżyjących już śląskich naiwistów, m.in. z "grupy janowskiej'.
Kontynuowana w następnych dekadach działalność zbieracka, nadawała kolekcji coraz bardziej wyrazisty, indywidualny kształt i wysoką rangę artystyczną. Dziś jest zbiorem odzwierciedlającym zjawisko twórczości plastycznej śląskich środowisk nieelitarnych w całym jego zasięgu terytorialno-czasowym i najwybitniejszych artystycznych kreacjach. Zawiera prace wszystkich znaczących artystów tego nurtu, tj. T. Ociepka, P. Stolorz, E. Bąk, G. Urbanek, P. Wróbel, L. Wróbel, E. Gawlik, E. Sówka, B. Krawczuk, L. Holesz, J. Marcisz, W. Luciński, W. Pieczko, H. Major, J. Nowak, M. Jędrzejewski, J. Sekuła, M. Idziaszek i in.
Odrębną pozycję w kolekcji zajmuje zespół rzeźby w węglu (ok. 300 obiektów), specyficznej dla uprzemysłowionych regionów formy plastyki. Jej wczesną postać reprezentują obiekty (m.in. galanterii węglowej) z początku XX w. pochodzące ze zbiorów Städtisches Heimatmuseum.
W latach 80. rozszerzano zasięg penetracji także poza region, wzbogacając zbiory Działu o najcelniejsze przykłady sztuki "innej" z terenu całej Polski, przede wszystkim Nikifora (30 prac) i E. Monsiela oraz takich uznanych artystów, jak L. Płonkowa, M. Korsak, H. Dąbrowska, K. Okoń, B. Surowiak, W. Wałęga i in.
W archiwum badawczym Działu gromadzona jest - w efekcie prowadzonych badań empirycznych - dokumentacja twórców i dzieł. W badaniach problematyki twórczości intuicyjnej preferowana jest interpretacja antropologiczna.

## Dział Sztuki
Dokumentuje artystyczną aktywność lokalnego, zabrzańskiego środowiska plastycznego; zbiory malarstwa i grafiki dają reprezentatywne spojrzenie na wielonurtowość twórczych poszukiwań artystów (kilku już generacji), związanych z miastem od lat powojennych.
Bogato reprezentowana jest sztuka znanych w regionie malarzy i grafików, często związanych pracą pedagogiczną z katowicką Akademią Sztuk Pięknych, jak m.in. R. Nowotarskiego, R. Staraka, M. Oslislo, B. Króla, A. Kowalczyk-Klus, A. Cygana, a także K. Kandefera, K. Szołtyska, K. Moskałowej, dawnych członków Grupy Zabrze (1964-1968).
Na uwagę zasługuje zbiór rysunków S. Zechowskiego z lat międzywojennych.
W ostatniej dekadzie XX w. zasoby Działu wzbogaciły się też o prace zabrzańskich artystów-"emigrantów" J. Sawki i K. Piotrowskiej.
Dość skromny zbiór kilkudziesięciu obrazów i grafik ze zbiorów Städtisches Heimatmuseum reprezentuje twórczość zabrzańskiego niemieckiego środowiska plastycznego z lat międzywojennych.
Program merytoryczny Działu Sztuki i koncepcje kolekcji zmieniały się na przestrzeni minionych lat. W początku lat 60. zamierzano np. stworzyć tu niewielką galerię malarstwa polskiego, stąd pozyskane wówczas dzieła wybitnych polskich malarzy, jak: Leon Wyczółkowski, Ferdynand Ruszczyc, W. Koniuszko, Walery Eljasz-Radzikowski.
Odrębną pozycję w zbiorach Działu zajmują nieliczne zabytki rzeźby sakralnej pochodzącej z prowincjonalnych warsztatów cechowych (ze zbiorów Städtisches Heimatmuseum)
Do kolekcji muzealnej należy posąg Szczurołapa autorstwa Richarda Adolfa Zutta.

## Dział Historii
Jest największym działem pod względem liczby zgromadzonych eksponatów. Najważniejszą ich część stanowią te związane z historią Zabrza i jego obecnych dzielnic. Dokumentują one różne przejawy działalności zawodowej i społecznej mieszkańców miasta. Najcenniejsze eksponaty to sztandary zabrzańskich cechów rzemieślniczych, organizacji zawodowych, szkół, towarzystw śpiewaczych i innych organizacji społecznych. W istniejącym katalogu naukowym działu wyodrębniono eksponaty związane z:
- zabrzańskim rzemiosłem (sztandary, skrzynie cechowe, dyplomy mistrzowskie i czeladnicze),
- przemysłem (wydawnictwa rocznicowe o zakładach przemysłowych, katalogi ich wyrobów, książki pracy, świadectwa uzyskanych uprawnień zawodowych, dyplomy i medale nagrodowe),
- bankami (książeczki oszczędnościowe i czekowe),
- szkolnictwem (sztandary, katalogi uczniów, kroniki, księgi protokołów, świadectwa szkolne, fotografie),
- ruchem muzycznym (sztandary, fotografie, zaproszenia, oznaki, broszury ze zlotów i zjazdów śpiewaczych, śpiewniki),
- Związkiem Polaków w Niemczech i Związkiem Harcerstwa Polskiego Niemczech (legitymacje i fotografie),
- organizacjami sportowymi (dyplomy, medale i inne nagrody, fotografie),
- życiem religijnym,
- prasą.

Ikonografia dawnego Zabrza zgromadzona jest w dwóch kolekcjach: fotografii i pocztówki. Ta ostatnia, ze względu na sporą podaż, należy do najszybciej rozwijających się kolekcji Muzeum Miejskiego w Zabrzu.
Przez blisko 70 lat w Dziale Historii zgromadzono kilka innych kolekcji związanych z historią Śląska. Wśród nich wypada wymienić kolekcje śląskich druków religijnych, kartografii śląskiej, pocztówek śląskich, a także pamiątek dokumentujących plebiscyt i powstania śląskie, działalność Związku Polaków w Niemczech, Towarzystwa Gimnastycznego "Sokół", towarzystw śpiewaczych. Od kilku lat rozbudowywana jest również kolekcja związana z życiem i twórczością wybitnego fotografa górnośląskiego, Maksa Steckla (1870-1947). Składają się na nią fotografie, pocztówki, teczki z grawiurami ukazującymi pracę górników, wydawnictwa zawierające reprodukcje jego fotografii, korespondencja.
W 1971 roku muzeum kupiło pierwsze eksponaty związane z Polskimi Siłami Zbrojnymi na Zachodzie. Obecnie kolekcja ta liczy blisko 1300 różnego rodzaju eksponatów, przy czym ponad 500 to fotografie. Wśród pozostałych znajdują się pocztówki, różnego rodzaju dokumenty osobiste, odznaczenia, odznaki pamiątkowe i specjalne, umundurowanie i oporządzenie, czasopisma, jednodniówki, kalendarze, broszury, książki, druki religijne i mapy.
Osobną część zbiorów Działu Historii stanowią numizmaty z kolekcjami śląskiego pieniądza zastępczego i medali zabrzańskich.

## Dział Sportu
Powstały w 2016 r., zawiera wiele eksponatów związanych z historią sportu Zabrza. W Dziale Sportu znajdują się m.in. buty, koszulki, proporczyki, rękawice bokserskie, stare bilety, zdjęcia (również z prywatnych archiwów) – wszystko związane z zabrzańskim sportem. Najstarsze eksponaty pochodzą z czasów przedwojennych.

## Dział Dokumentacji, Oświaty i Promocji
Zadaniem tego działu jest dokumentacja i popularyzacja muzeum i jego zbiorów.
Prowadzone jest archiwum:
- wystaw stałych i czasowych,

- wydarzeń i imprez kulturalnych,

- wydawnictw wydawanych przez Muzeum Miejskie w Zabrzu,

- klisz i fotografii do wystaw.

Ważną formą pracy jest działalność oświatowa; oprowadzanie zwiedzających po ekspozycjach, organizacja spotkań dla dzieci, młodzieży i nauczycieli oraz konkursów. Do stałych imprez zaliczyć należy organizację corocznych miejskich eliminacji ogólnopolskiego konkursu plastycznego "Moja przygoda w muzeum".
Poprzez wymianę wydawnictw muzealnych i informacji o wystawach, a także wszelakich imprezach dział prowadzi współpracę z placówkami kulturalnymi i oświatowymi, jak również z prasą, radiem i telewizją.
Dział zajmuje się również obsługą przygotowywanych wystaw i ekspozycji.
Prowadzona jest biblioteka, która gromadzi literaturę dotyczącą zagadnień związanych z merytorycznymi działami funkcjonującymi w muzeum, to jest z zakresu: historii, historii sztuki, kultury, numizmatyki, muzealnictwa i historii regionu.
Biblioteka działa na zasadach czytelni - dla osób z zewnątrz czynna jest w godzinach otwarcia muzeum.

## Wystawy

### Z Dziejów Miasta
Z Dziejów Miasta to nazwa stałej wystawy Muzeum Miejskiego w Zabrzu. Wystawa ma charakter interdyscyplinarny, jest próbą ukazania szerokiego spektrum zagadnień związanych z szeroko pojętą przeszłością Zabrza. Powstała w oparciu o zbiory, jakie udało się zgromadzić w przeciągu 70 lat istnienia Muzeum. Niektóre z zaprezentowanych eksponatów Muzeum nabyło jeszcze w latach 30. XX w., a najnowsze weszły w posiadanie placówki już w trakcie prac wokół tworzenia scenariusza wystawy.
Prezentację rozpoczyna i zamyka kalendarium, w którym przytoczone są najważniejsze daty i wydarzenia, które budowały historię Zabrza. Datę początkową przywołaną w kalendarium stanowi rok 1243, kiedy to w dokumencie księżnej kaliskiej Wioli po raz pierwszy pojawia się nazwa Biskupice, wówczas samodzielnej osady, dziś jednej z dzielnic miasta. Datę zamykającą kalendarium, a zarazem wystawę wyznacza symbolicznie rok 1954, kiedy to przyłączeniem osady Helenka zakończony został proces rozrostu administracyjnego Zabrza.
Dzieje miasta poprzez zgromadzone na wystawie zabytki dokumentują okres ponad 200 ostatnich lat. Najstarszym prezentowanym na wystawie zabytkiem jest mapa powiatu bytomskiego, na której to zaznaczone zostały niektóre z samodzielnych wówczas osad wchodzących obecnie w skład Zabrza.
Ze względu na szczupłość powierzchni wystawienniczej, autorzy wystawy zmuszeni zostali do dokonania wyboru prezentowanych zagadnień w taki sposób, aby obraz Zabrza był dla odbiorcy w miarę pełny i odzwierciedlał najważniejsze sfery życia miasta i jego mieszkańców.

#### Część I - dzieje zabrzańskiej oświaty
Pierwsza część (sala I) wystawy poświęcona jest dziejom zabrzańskiej oświaty oraz życiu religijnemu. Pierwsze z zagadnień zaprezentowane zostało poprzez wybrane ilustracje przedstawiające istniejące w przeszłości szkoły różnego szczebla. Dopełnienie tego zagadnienia stanowi wybór świadectw i sztandarów szkolnych, archiwalnych fotografii przedstawiających ówczesnych uczniów oraz pamiątki związane z pierwszym dniem w szkole powszechnej. Drugie z zagadnień, życie religijne zaprezentowane zostało przez zabytki związane z działalnością na terenie Zabrza trzech wspólnot i organizacji religijnych: katolickiej, ewangelickiej oraz żydowskiej. Sfera życia duchowego ówczesnych zabrzan ukazana została poprzez reprezentatywny wybór różnego rodzaju wydawnictw (broszur, gazetek parafialnych, druków okolicznościowych), fotografie, sztandary, pamiątki związane z budową wybranych kościołów oraz dokumenty i pamiątki świadczące o religijności poszczególnych osób. Na szczególną uwagę zasługuje tu prezentowany obraz „Matki Boskiej Mikulczyckiej”, której kult w szczytowym okresie (XVII w.) szerzył się na znacznych terenach Śląska, Czech, Moraw docierając aż na Węgry.

#### Część II
Kolejna część (sala II) wystawy przedstawia poprzez wybrane obiekty, takie zagadnienia jak: kultura fizyczna mieszkańców Zabrza kultywowana głównie w oparciu o działalność licznych, głównie zakładowych bądź branżowych klubów i związków sportowych. Osiągnięcia w tej dziedzinie dokumentują dyplomy, odznaki, pamiątki udziału w zawodach, nagrody. Kolejne prezentowane w tej części wystawy zagadnienie dotyczy szeroko pojętego  życia kulturalnego, zwłaszcza działalności licznych związków śpiewaczych, kół teatralnych, zarówno polskich jak i niemieckich. Ważny okres, który w sposób szczególny wpisał się w dzieje Zabrza i losy jego mieszkańców to lata tuż po zakończeniu pierwszej wojny światowej, w wyniku której odżyła kwestia przynależności politycznej Śląska. Okres ten ostatecznie zakończony został decyzją Rady Ambasadorów, w wyniku której wówczas samodzielne gminy, dziś dzielnice Zabrza znalazły się w granicach dwóch państw. Dla Polaków którzy znaleźli się wtedy poza granicami państwa, jedną z form pielęgnowania swych przekonań narodowych pozostała możliwość działania w ramach Towarzystwa Polaków w Niemczech. Działalność tego towarzystwa na wystawie zaprezentowana została poprzez pamiątki w postaci: broszur, pism związkowych, sztandarów, zdjęć, legitymacji.
Trudny, pełen emocji okres walki o przynależność polityczną Śląska, w tym i Zabrza w okresie powstań śląskich oraz plebiscytu w sposób wymowny ilustrują zaprezentowane na wystawie wydawane masowo przez obie strony (polską i niemiecką) afisze, plakaty, ulotki, odezwy itp.

#### Pamiątki związane z powstaniem i rozwojem w XIX wieku
Zwartą całość tej części wystawy stanowią pamiątki związane z powstaniem (koniec XVIII w.) przemysłu ciężkiego. Bez kapitału wyłożonego przez właścicieli ziemskich i przedsiębiorców, Zabrze, nie stałoby się miastem, w którym pracowały liczne kopalnie, huty oraz fabryki. Powstałym wówczas zakładom dającym pracę tysiącom miejscowych oraz sprowadzanych robotników, Zabrze zawdzięcza nowoczesne (jak na ówczesne możliwości i standardy) osiedla przyzakładowe, sieć dróg, kanalizację, elektryfikację, powszechną dostępność do szkół, szpitali, instytucji kulturalnych itp. Dzięki przemysłowi Zabrze począwszy od początku XIX wieku, w krótkim stosunkowo okresie zmieniło swój charakter ze zlepka osad o charakterze na poły wiejskim, w duży ośrodek przemysłowy.
Pamiątki po istnieniu tych zakładów, w postaci dyplomów, wydawnictw i medali okolicznościowych, zdjęć, pism firmowych, różnego rodzaju drobnych wyrobów oraz wyróżnień przyznawanych pracownikom, w chwili obecnej stanowią coraz rzadsze już materialne świadectwo ich istnienia.

#### Wnętrze typowego sklepu
W kolejną część wystawy widz wchodzi w wykreowane za pomocą aranżacji plastycznej wnętrze typowego sklepu lub warsztatu usługowego mieszczącego się przy głównej ulicy miasta. Miasta, które obserwuje (podgląda) poprzez witrynę sklepową. W gablotach otaczają go przedmioty powstałe w licznych zakładach i punktach usługowych (elementy firmowej zastawy stołowej z poszczególnych lokali gastronomicznych, butelki z licznych zabrzańskich browarów oraz rozlewni win i napoi, wyroby zegarmistrzowskie, jubilerskie, elementy garderoby, firmowe wieszaki, łyżki do butów itp.). Dopełnienie tej części wystawy stanowią eksponaty będące świadectwem działających w przeszłości organizacji zawodowych, w tym szczególnie licznych związków cechowych. Szczególną dumę Muzeum stanowią prezentowane (w wyborze) skrzynie cechowe oraz sztandary.
Wystawę zamyka zrekonstruowana za pomocą posiadanych eksponatów kuchnia z wyposażeniem typowym dla środowisk robotniczych z lat 20. i 30. XX w. Wnętrze to, oprócz dokumentacyjnej, pełni również funkcję symboliczną. W warunkach Śląska kuchnia to centrum domu, miejsce, w którym toczyło się życie wszystkich członków rodziny.

### 70 Lat Muzeum Miejskiego 1935 - 2005
70 Lat Muzeum Miejskiego 1935 - 2005 to nazwa wystawy Muzeum Miejskiego w Zabrzu. Wystawa poświęcona jubileuszowi Muzeum koncentruje się na kilku zaledwie aspektach i wątkach wieloletniej działalności tej instytucji - w zmieniających się warunkach politycznych, społecznych, kulturowych. Do 1945 roku jako Städtisches Heimatmuseum było jednym z wielu śląskich muzeów (na ogół – niewielkich) regionalnych pozostających w granicach Rzeszy niemieckiej. Dość przypadkowy charakter ówczesnych skromnych zbiorów wynikał ze sposobu rozumienia muzeum jako przestrzeni osobliwości; część ich zresztą uległa rozproszeniu w czasie wojny.
Pierwsza część wystawy odnosi się do tych najwcześniejszych dziejów Muzeum; w stylizowanej aranżacji zaprezentowano pierwsze, najwcześniejsze nabytki SHM, (figurujące w inwentarzach jako pozycje 1,2,3, 4...) XVII-  i XVIII wieczne obrazy i rzeźby sakralne (w drewnie) pochodzące z dawnego kościółka pw. św. Andrzeja w Zabrzu (podobnie jak elementy wyposażenia: drzwi i skarbonka kuta).
Zestaw archiwalnych fotogramów daje wyobrażenie o ówczesnej siedzibie, o skromnych pomieszczeniach i sprzęcie wystawienniczym najpierw (od 1935 r.) zabrzańskiej Städtische Heimatstube, a później (od 1938 r.) Städtisches Heimatmuseum.
W dalszej części wystawy zaprezentowano fragmenty niektórych muzealnych kolekcji z zakresu sztuki i rzemiosła artystycznego, m.in. porcelany europejskiej, drobnej rzeźby figuralnej czy wyrobów z kości słoniowej. Mogą dać pewien pogląd na zmieniające się koncepcje kolekcjonerskie i programy merytoryczne instytucji już w latach powojennych.
I tak – dzieła wybitnych polskich malarzy, tj. Leona Wyczółkowskiego czy Ferdynanda Ruszczyca to ślady niezrealizowanego projektu z początku lat 60. stworzenia w zabrzańskim muzeum galerii malarstwa polskiego.
Z późniejszego okresu pochodzą zaprezentowane fragmenty zbiorów rzemiosła artystycznego: porcelany europejskiej (znanych wytwórni europejskich, jak Wiedeń, Berlin, Praga, ale przede wszystkim manufaktury miśnieńskiej), w większości z XIX wieku (wyjątkowo – XVIII). Jest to ceramika zdobnicza: różnego rodzaju figurki i grupy figuralne (z dekoracją reliefową, złoceniami i malaturą) o różnorodnej tematyce, m.in. sceny dworskie, stylizowane sceny pasterskie, a także kompozycje nawiązujące do antyku czy wreszcie rodzajowe (typy ludowe).
Niezwykłym kunsztem cyzelatorskim odznaczają się wyroby z kości słoniowej: przedmioty zdobnicze, dekoracyjne figurki, plakiety portretowe i inne, szczególnie okazałym obiektem jest tu XVIII-wieczny cyzelowany w kości dzban (z przykrywą) ze sceną rodzajową (rokokową grupą muzykującą) oraz dekoracją w półplastycznym reliefie.
Z dawnej, prywatnej kolekcji mieszkańców Zabrza pochodzą też obiekty drobnej rzeźby figuralnej (marmur, brąz lub kompozycje tych materiałów); figurki dzieci, akty kobiece, figurki ptaków i zwierząt, o precyzyjnej obróbce detalu.
Odrębnym, niezwykle istotnym segmentem działalności zbierackiej Muzeum jest historia kolekcji śląskiej sztuki nieelitarnej – poświęcono jej kolejne pomieszczenie wystawy.
Wystawę zamyka skromny wybór dokumentacji archiwalnej Muzeum: plakatów reklamujących wystawy oraz towarzyszących im publikacji wydawanych przez Muzeum na przestrzeni wielu lat.